# Nowosiółki (gmina Mickuny)
Nowosiółki, Nowosiółki Hajduńskie (lit. Naujakiemis) – wieś na Litwie, w okręgu wileńskim, w rejonie wileńskim, w gminie Mickuny, nad Wilejką. Graniczy z Wilejskim Rezerwatem Hydrograficznym.

## Historia
W dwudziestoleciu międzywojennym leżały w Polsce, w województwie wileńskim, w powiecie wileńsko-trockim, w gminie Mickuny. W 1931 miejscowość liczyła 120 mieszkańców, zamieszkałych w 21 budynkach.
Po II wojnie światowej w granicach Związku Sowieckiego. Od 1991 na niepodległej Litwie.